# DeViRo Leleka-100
Leleka-100 (ukrajinsky Лелека-100, čáp), také známý pod pojmenováním v anglickojazyčném překladu Stork, je ukrajinský bezpilotní letoun určený pro letecký průzkum. Ozbrojenými silami Ukrajiny byl oficiálně zařazen do služby v roce 2021 a široce začal být používán během ruské invaze na Ukrajinu v roce 2022. Typ posloužil také jako východisko konstrukce vyčkávací munice typu RAM II.